# Tartufo
Tartufo (em francês Le Tartuffe) é uma comédia de Molière, e uma das mais famosas da língua francesa em todos os tempos. Sua primeira encenação data de 1664 e foi quase que imediatamente censurada pelos devotos religiosos que, no texto, foram retratados na personagem-título como hipócritas e dissimulados. 
Os devotos sentiram-se ofendidos, e a peça quase foi proibida por esta razão, pelos tribunais do rei Luís XIV de França, onde tinham grande influência.
Na língua portuguesa, o termo tartufo, como em outro idiomas, passou a ter a acepção de pessoa hipócrita ou falso religioso, originando ainda uma série de derivados como tartufice, tartúfico ou ainda o verbo tartuficar - significando enganar, ludibriar com atos de tartufice.

## Resumo
Moliérè utiliza em seu texto elementos de sofisticada linguagem cômica, abordando com mordacidade as relações humanas que envolvem a religião, o poder e a ascensão social.
Utilizando-se como mote a aristocracia francesa, em luta por manter seus privilégios, a burguesia ascendente, ávida por ampliar seu status quo e ainda o papel intrigante dos religiosos, é, no entanto, através da popular e sábia "Dorina", a empregada, que Molière desconstrói a hipocrisia de estrutura social da 'época, desmascarando o farsante "Tartufo".
Este personagem é símbolo dessa bem comportada estrutura, usando-a a seu bel-prazer, a seu único e exclusivo proveito, sendo capaz de mentir, roubar, fraudar, especular, transgredir normalmente com o único objetivo de granjear mais privilégios. E tudo em nome de Deus.
A peça, apesar de retratar uma situação que antecedeu a ascensão da burguesia, mantém-se atual ao denunciar males eternos e "universais", como a corrupção, a hipocrisia religiosa, a ocupação de cargos de mando e relevo por espertalhões.

## Personagens
- Dona Pernelle, mãe de Orgon, enganada por Tartufo.
- Orgon, senhor da casa, esposo de Elmira, enganado por Tartufo.
- Elmira, esposa de Orgon; chave para se compreender o verdadeiro eu de Tartufo.
- Damis, filho de Orgon, corteja a irmã de Valère.
- Mariana, filha de Orgon, noiva de Valère.
- Valère, noivo de Mariane.
- Cleante, cunhado de Orgon.
- Tartufo, falso devoto, que engana Orgon e Dona Pernelle.
- Dorine, criado de Mariane, dá o tom cômico à peça, através de comentários sarcásticos e exagerados.
- Monsieur Loyal, começa como beleguim (agente de polícia); termina a peça como sargento.
- Un exempt (policial).
- Flipote, criada de Madame Pernelle.
- Laurent, criado de Tartufo.
- Árgas, amigo de Orgon; confia a este documentos que Tartufo rouba e chantageia Orgon; não possui nenhuma fala, na peça.

Cenário: Paris, 1660, casa de Orgon.

## Citação
- "Não há nenhum pecado se pecar em silêncio" (Tartufo, IV, 5)

## Enredo
Orgon, pessoa muito importante da sociedade parisiense, havia caído sob a influência de Tartufo, um religioso bastante hipócrita, além de ser extremamente inescrupuloso. Na verdade, os únicos que não se dão conta do verdadeiro caráter do espertalhão são Orgon e sua mãe.
Tartufo exagera em sua devoção religiosa, chegando mesmo a ser o diretor espiritual de Orgon. 
Desde que o vilão passara a residir em sua casa que Orgon segue-lhe todos os conselhos, chegando ao ponto de prometer-lhe a filha em casamento, apesar de a mesma estar noiva de Valère. A jovem Mariane fica bastante infeliz com a decisão paterna, e sua madrasta Elmire tenta desencorajar o embusteiro de suas pretensões matrimoniais. Durante este diálogo, Tartufo tenta seduzir a jovem esposa do velho Orgon, cena esta testemunhada por Damis, filho de Orgon.
Damis relata ao pai o que vira, mas este, longe de acreditar, deserda Damis e decide passar a própria casa para o nome do caloteiro – uma forma de assim forçar o casamento contra o qual todos pareciam tramar. Aumenta a tristeza de Mariane, e Elmire adia a sua assinatura do contrato feito pelo marido. Ela então propõe ao marido que, escondendo-se sob uma mesa, seja ele próprio testemunha do verdadeiro caráter de Tartufo.
Orgon concorda com o estratagema, e ante as palavras de Tartufo para sua mulher, descobre finalmente qual o verdadeiro caráter daquele hipócrita a que tanto confiara, e que sua família sempre tivera razão. 
Colocando Tartufo para fora da casa, este porém impõe-se como seu novo proprietário. E Orgon dá-se conta de que depositara com o falso devoto documentos de um amigo, cuja fuga ocultara, comprometendo-o. 
A mãe de Orgon vem lhe visitar. Pernelle tem ainda grande admiração por Tartufo, e não se deixa convencer sobre o real caráter dele. Surge então o Sr. Loyal, policial enviado por Tartufo, a fim de avisar que a família tem até o dia seguinte para desocupar o imóvel. Só depois disso Pernelle reconhece que ele é mesmo um caloteiro.
Enquanto a família reunida discute como safar-se daquela situação vexatória, chega Valère, informando que Tartufo entregara ao Rei os documentos que incriminavam Orgon, e este deveria ser preso. Planejam rapidamente uma fuga, mas Tartufo reaparece, desta feita acompanhado por um policial. 
Autoritário, o falso amigo expede a ordem para que Orgon seja preso.  Mas quem acaba preso, para surpresa de todos, é o próprio Tartufo: ele era um caloteiro conhecido, tendo já aplicado outros golpes. Assim, a doação feita é anulada e, finalmente, Orgon permite o casamento de Valère e Mariane.

## Reações à obra
A obra foi apresentada perante o Rei em maio de 1664, antes de sua estréia e numa versão inacabada, com apenas três atos. Apesar disto, conseguiu indignar os devotos, pelo seu conteúdo. A Companhia do Santo Sacramento utilizou a sua influência para conseguir que a obra fosse proibida: viam nela um ataque frontal à religião e aos valores que ela propugnava.
O certo é que, por trás das críticas à hipocrisia, que é o tema principal da obra, se vê um ataque ao papel demasiado influente que tinham alguns devotos que se passavam por guias espirituais, quando na verdade eram saqueadores de heranças.
Após algumas apresentações particulares, Molière tratou de representar sua obra com o título de "Panulfo, ou o Impostor", em agosto de 1667. Mas depois da primeira apresentação, o responsável pela polícia proibiu novamente a obra, com o argumento de que "não é o teatro o local para se pregar o Evangelho". O Arcebispo de Paris, Hardouin de Péréfixe, chega a ameaçar com a excomunhão todo aquele que represente ou assista tal obra, que acusa de ser um violento ataque à religião.
Foi mister esperar até fevereiro de 1669 para que Louis XIV autorizasse Molière a representar a sua peça, que recupera o título original de Tartufo.
A primeira tradução portuguesa, com o título «Tartuffo ou o Hypocrita», data de 1768 (Officina de José da Silva Nazareth, Lisboa). Nesta tradução, o Tartufo é, explicitamente, um jesuíta.

## Intenções de Molière

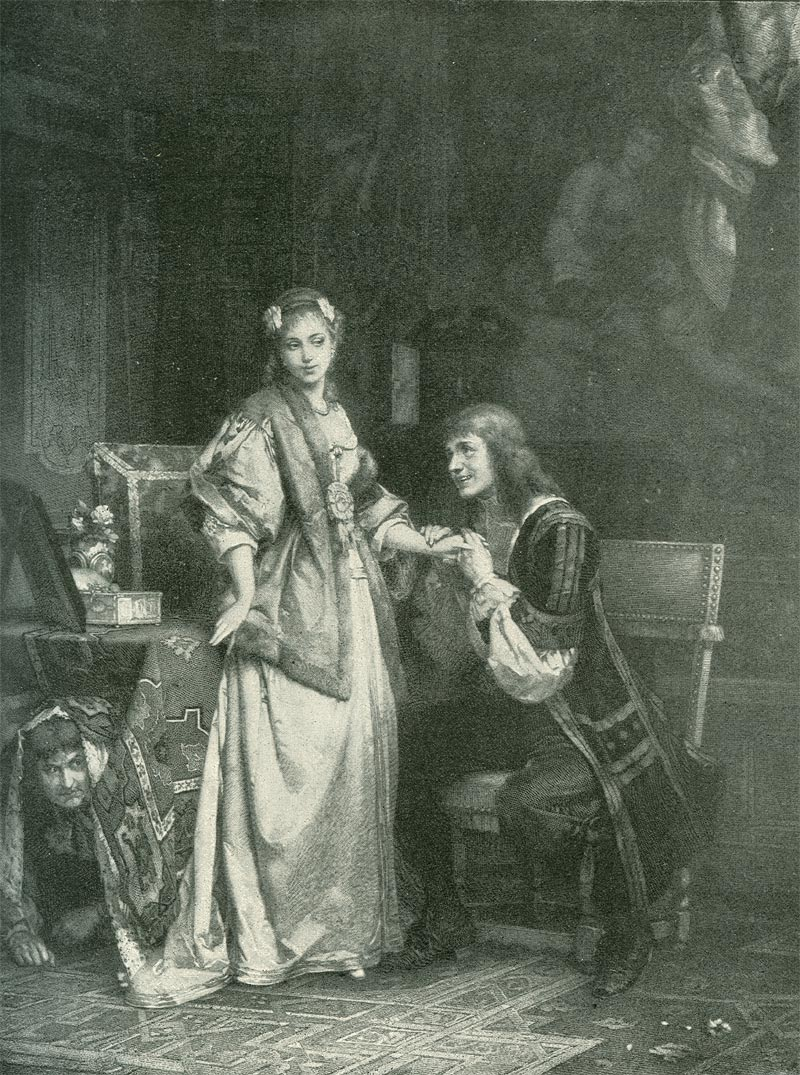
Tartufo seduz a esposa de Orgon (oculto sob a mesa), numa ilustração de Carl Hoff

Ao escrever sua obra, o autor ataca um grupo muito influente: os devotos. Entre estes se contavam homens cuja religiosidade era sincera, mas a maioria era de manipuladores conscientes do poder que poderiam obter com a falsa devoção. Foi a este segundo tipo que Molière atacou.
Mas também descreve uma rica família da alta burguesia. Orgon, uma vez tendo consolidado sua posição financeira, busca uma espécie de legitimidade religiosa. Como todos os altos burgueses descritos por Molière, mostra uma certa ingenuidade. Exerce um tipo de ditadura sobre seus filhos. O tema do matrimônio de conveniência, algo que Molière não aceitava, também se acha nesta obra.
A peça se insere na realidade histórica com alusão à revolta da Fronda que se deslanchara em França, quinze anos antes. O Rei aparece como símbolo do bom senso.
Em torno de Orgon e Tartufo (que somente surge quando a peça está bastante avançada) aparecem outros personagens freqüentes em Molière: os jovens ingênuos e impetuosos (Damis, Mariane e Valère), os sábios e razoáveis (Elmire e Cléante), a serviçal com senso vulgar e linguagem curta e direta (Dorine), a velha fora do tempo e da razão (Mme. Pernelle).
Apesar de todos estes ingredientes fazerem de Tartufo uma comédia de feitio clássico, a obra é revolucionária pela forma como coloca em xeque a questão da religião que se impõe ditatorialmente. É, ao lado de Don Juan, uma das obras que maior polêmica e oposição suscitou.